# کاترینا کوریشکو
کاترینا کوریشکو (انگلیسی: Kateryna Koryshko؛ زادهٔ ۱۲ آوریل ۱۹۴۹) قایقران کانو اهل اتحاد جماهیر شوروی سوسیالیستی است.